# Irving Gould
Irving Gould (1920 – 2004) è stato un imprenditore canadese.
È noto principalmente per essere stato uno dei più grossi finanziatori della Commodore di  Jack Tramiel in diversi periodi di difficoltà economiche dell'azienda.

## Biografia

### Il rapporto con la Commodore
La sua storia iniziò ad intrecciarsi con quella della società di Jack Tramiel nel 1966 quando, per 400.000 dollari, acquistò il 17% delle azioni della società che stava navigando in cattive acque per i guai giudiziari del suo principale finanziatore, la Atlantic Acceptance Corporation di C. Powell Morgan.
Gould aiutò nuovamente Commodore nel 1975, quando questa vide crollare i suoi guadagni da 50 a 5 milioni di dollari a causa della guerra dei prezzi delle calcolatrici elettroniche mossa da Texas Instruments, da poco entrata nel mercato sino ad allora detenuto da Commodore: egli versò nelle casse dell'azienda 3 milioni di dollari, che furono usati per acquistare nel 1976 un produttore di integrati, la MOS Technology.
I rapporti fra Gould e Tramiel furono buoni fino al 1984, quando Tramiel, per cause non del tutto chiarite, lasciò la società che aveva fondato. Gould prese il suo posto alla guida di Commodore. Nel 1987 Gould licenziò l'amministratore delegato Thomas Rattigan, che aveva permesso all'azienda di risollevarsi completando lo sviluppo dei computer Amiga 500 e Amiga 2000, che sarebbero stati lanciati con successo poco dopo il suo licenziamento. Al posto di Rattigan, Gould mise Medhi Ali, un suo uomo di fiducia. E fu proprio la conduzione aziendale attuata da Gould e Ali, con la società che non seppe far fruttare il successo dei computer Amiga e che si mosse tardivamente nell'aggiornare questi computer, che portò alla bancarotta di Commodore nel 1994.